# Stare Pole (gromada)
Stare Pole – dawna gromada, czyli najmniejsza jednostka podziału terytorialnego Polskiej Rzeczypospolitej Ludowej w latach 1954–1972.
Gromady, z gromadzkimi radami narodowymi (GRN) jako organami władzy najniższego stopnia na wsi, funkcjonowały od reformy reorganizującej administrację wiejską przeprowadzonej jesienią 1954 do momentu ich zniesienia z dniem 1 stycznia 1973, tym samym wypierając organizację gminną w latach 1954–1972.
Gromadę Stare Pole z siedzibą GRN w Starym Polu utworzono – jako jedną z 8759 gromad na obszarze Polski – w powiecie malborskim w woj. gdańskim na mocy uchwały nr 21/III/54 WRN w Gdańsku z dnia 5 października 1954. W skład jednostki weszły obszary dotychczasowych gromad Stare Pole, Kławki, Szlagnowo i Złotowo oraz miejscowości Kaczynos-Kolonia z dotychczasowej gromady Kaczynos i przysiółki Krzyżanowo i Parwark z dotychczasowej gromady Kraszewo ze zniesionej gminy Stare Pole w powiecie malborskim; ponadto obszar dotychczasowej gromady Ząbrowo ze zniesionej gminy Gronowo oraz obszar dotychczasowej gromady Szaleniec ze zniesionej gminy Zwierzno w powiecie elbląskim w tymże województwie. Dla gromady ustalono 25 członków gromadzkiej rady narodowej.
1 stycznia 1960 do gromady Stare Pole włączono obszar zniesionej gromady Królewo w tymże powiecie.
Gromada przetrwała do końca 1972 roku, czyli do kolejnej reformy gminnej. 1 stycznia 1973 w powiecie malborskim reaktywowano zniesioną w 1954 roku gminę Stare Pole.